# Betongelementsystem
Betongelementsystem (finska: Betonielementtistandardi, BES) är i Finland en standard för betongelementbyggande.
BES uppkom 1968–1970 efter ett utvecklingsarbete mellan finländska arkitekter, byggnadsingenjörer och betongindustrin. BES var tänkt som en motsvarighet till de standarder för byggande i trä, som blivit framgångsrika under 1960-talet. I motsats till konkurerande betongelementsystem var BES en öppen standard som alla elementtillverkare kunde ta i bruk utan licensavgifter.
Standarden var baserat på bärande ytter- och mellanväggar. Betongstandarden möjliggjorde rekordårens byggande under 1970-talet, men mot slutet av decenniet ökade kritiken mot den enformiga bygnadssättet standardiserat betongelementbyggande medförde. 1977 påbörjades en studie som fick namnet Asukas-BES (invånar-BES) vars mål var att undersöka möjligheter för mångsidigare och mer estetiskt byggande inom ramerna av BES. Undersökningen uppföljdes av undersökningen Julkisivu-BES (Fasad-BES) som kartlagde möjligheter för mångsidigare fasadlösningar.
Under 1980-talet utvidgades systemet ytterligare med pelar- och balksystemet Runko-BES (Stom-BES) ämnat för industri- och näringsbyggnader.
Det moderna betongbyggandet i Finland bygger i stor utsträckning på BES-principerna.